# Historia (beeldende kunst)

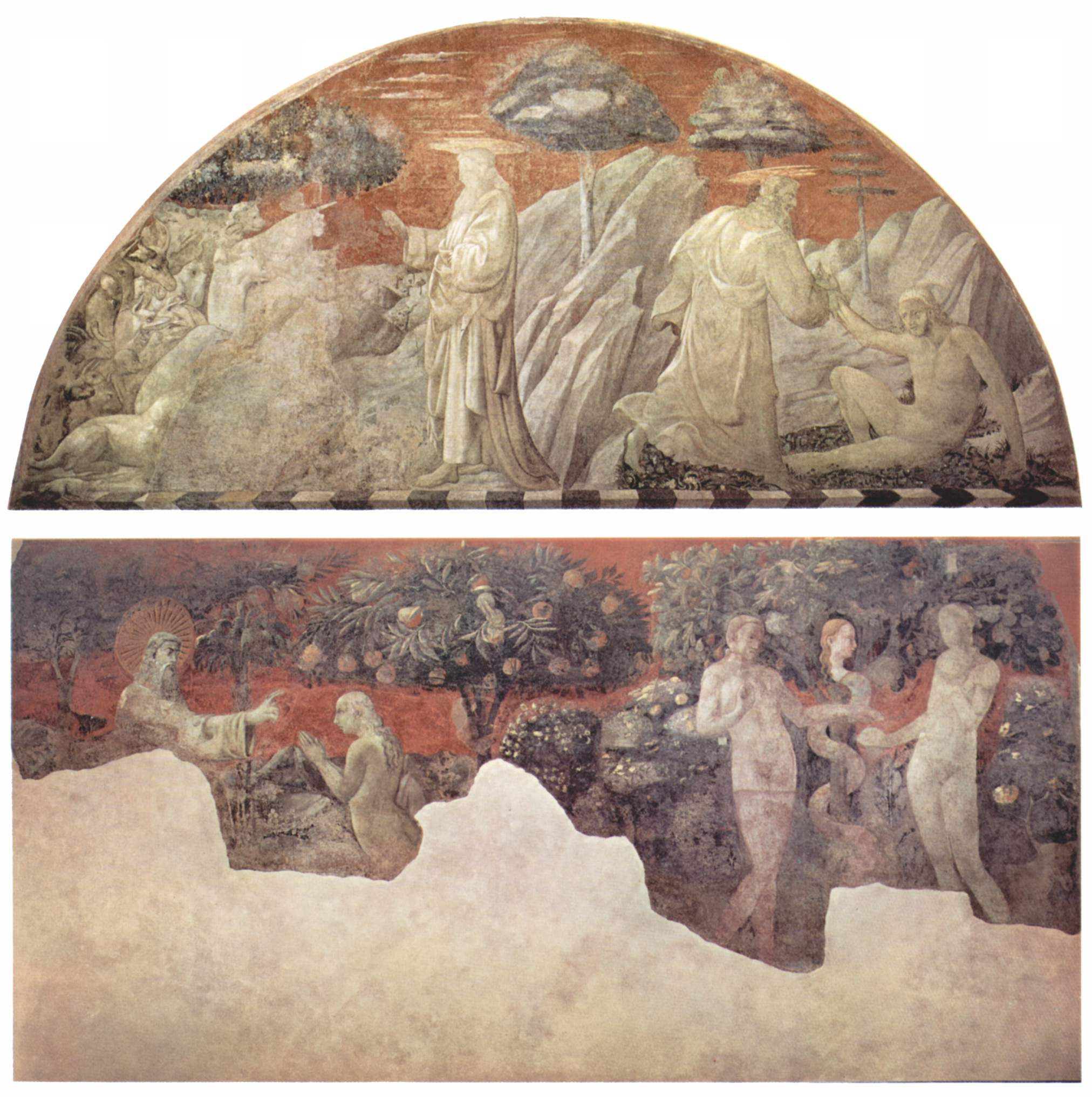
Paolo Uccello: Fresco in de Santa Maria Novella in Florence over de Genesis

Historia is een centraal begrip in de verhandeling De pictura (1435) over de schilderkunst van de Florentijnse humanist Leon Battista Alberti.
Met 'historia' bedoelde Alberti dat het kunstwerk een 'verhaal' moest vertellen, op zodanige wijze dat het verloop van de gebeurtenissen werd uitgebeeld. Eerst diende de kunstenaar een decor of toneel te creëren, een achtergrond waartegen alles zich afspeelde. Bij voorkeur moest deze ruimte driedimensionaal gemaakt worden om de illusie van werkelijkheid te versterken. Binnen deze illusionistische ruimte speelden de afgebeelde personages hun rol. De beheersing van het perspectief werd hierdoor voor de kunstenaar onontbeerlijk. Een voorbeeld van een kunstenaar die volgens Alberti's aanwijzingen werkte was Paolo Uccello, die zich met overgave wijdde aan het scheppen van ruimte door toepassing van meetkunde en perspectief. Hij schilderde onder meer een fresco in de kloostergang van een Florentijnse kerk, met de 'historia' van 'De zondvloed' (1446-48).